# Malvar, Batangas
Malvar là một đô thị cấp bốn ở tỉnh Batangas, Philippines. Theo điều tra dân số năm 2015, đô thị này có dân số 56.270 người trong.

## Barangays
Malvar, về mặt hành chính, được chia thành 15 khu phố (barangay).
| - Bagong Pook - Bilucao (San Isidro West) - Bulihan - San Gregorio - Luta Del Norte - Luta Del Sur - Poblacion - San Andres | - San Fernando - San Isidro Đ - San Juan - San Pedro I (Đ) - San Pedro II (West) - San Pioquinto - Santiago |